# Radolfshausen
Radolfshausen er et amt (samtgemeinde) med knap 7.300 indbyggere (2012), beliggende i den nordøstlige del af Landkreis Göttingen, i den sydlige del af den tyske delstat Niedersachsen. Amtets administration ligger i byen Ebergötzen.
Samtgemeinde Radolfshausen består af følgende kommuner :
- Ebergötzen (1.891 indbyggere) med landsbyen Holzerode (697)
- Landolfshausen (1.242) landsbyerne Falkenhagen (169), Mackenrode (284) og bebyggelsen Potzwenden (48)
- Seeburg (1.653) landsbyen Bernshausen (591)
- Seulingen (1.470)
- Waake (1.434) landsbyen Bösinghausen (404).